# Peugeot 202
Peugeot 202 var en bilmodell från Peugeot. Produktionen av bilen pågick mellan åren 1938 och 1942 för att därefter återupptas i mitten av 1946. Den såldes fram till 1949, då den hade ersatts av 203. Totalt producerades 104 126 bilar av denna modell. Peugeot 202 och Simca 8 var de franska bilar i denna klass som kunde erbjuda flest olika konstruktioner.

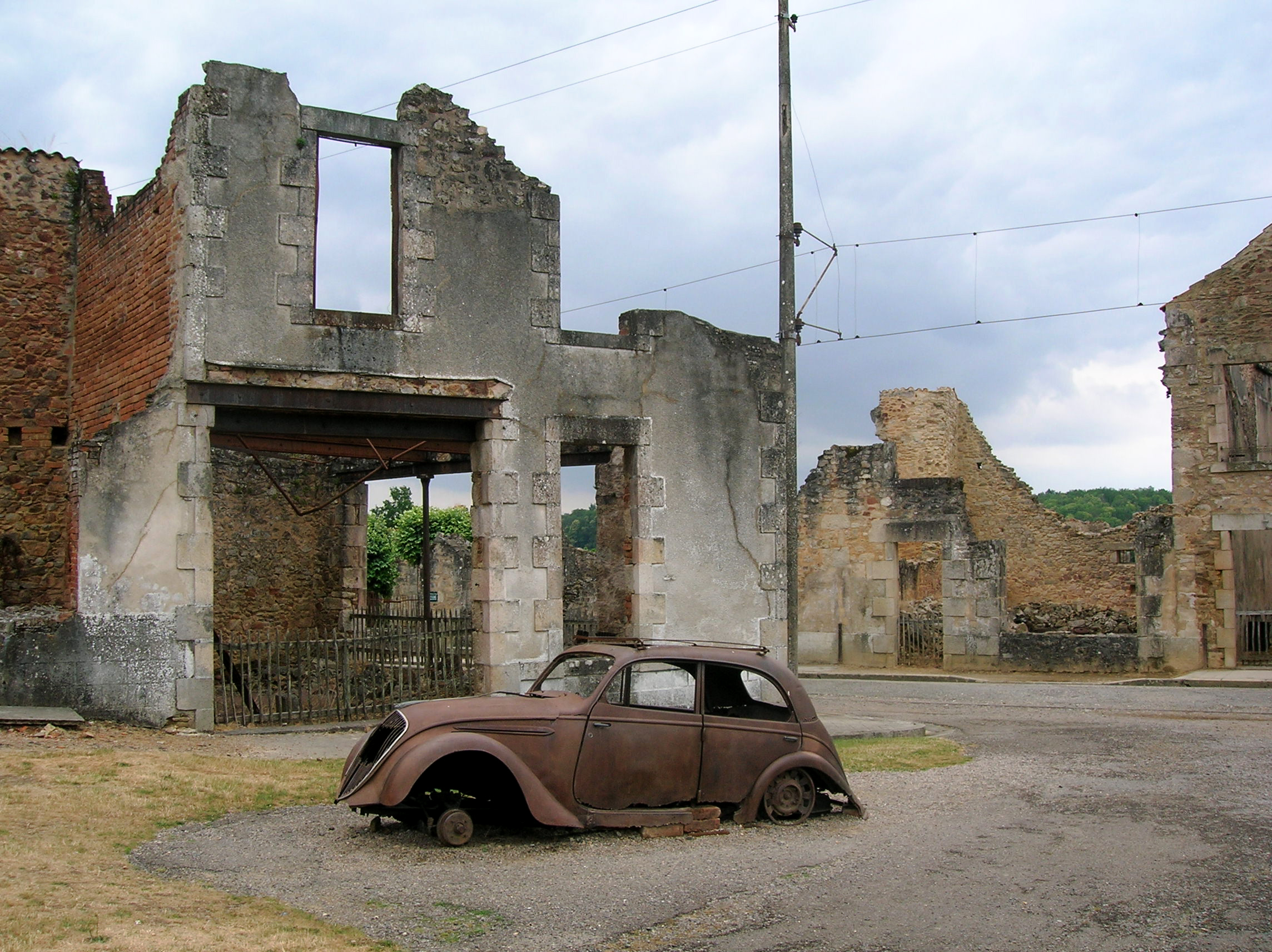
En Peugeot 202 i Oradour-sur-Glane

Produktionen startade i januari 1938 och bilen lanserades formellt den 2 mars 1938 genom en middag och presentation för fackpressen i det fashionabla området Bois de Boulogne i Paris. Under föregående höst, vid 1937 års Bilsalongen i Paris, anordnade Peugeot en "folkomröstning" bland mässbesökarna för att ta reda på vad kunderna förväntade sig av den nya familjebil som då var under utveckling. Det är inte klartlagt om det fortfarande var möjligt att införliva något av förslagen från allmänheten i bilen som lanserades, men arrangemanget genererade positiv publicitet redan innan lanseringen.
Små förbättringar fortsatte att genomföras nästan ända fram tills produktionen upphörde. Hydrauliska bromsar var en ny funktion 1946. Kort efter detta blev instrumentbrädan omgjord för att kunna införliva ett, om än mycket litet, handskfack. För 1948 års modell var hjulen utsmyckade med förkromade navkapslar och bilen hade fått omgjorda hydrauliska stötdämpare.